# Лутерсвил (Џорџија)
Лутерсвил (Џорџија) (енгл. Luthersville) град је у америчкој савезној држави Џорџија. По попису становништва из 2010. у њему је живело 874 становника.

## Демографија
Према попису становништва из 2010. у граду је живело 874 становника, што је 91 (11,6%) становника више него 2000. године.
| Група             | 2000.       | 2010.       |
| Белци             | 333 (42,5%) | 375 (42,9%) |
| Афроамериканци    | 406 (51,9%) | 430 (49,2%) |
| Азијати           | 0 (0,0%)    | 5 (0,6%)    |
| Хиспаноамериканци | 31 (4,0%)   | 38 (4,3%)   |
| Укупно            | 783         | 874         |